# Chèo thuyền tại Thế vận hội Mùa hè 2016
Môn rowing tại Thế vận hội Mùa hè 2016 ở Rio de Janeiro diễn ra từ ngày 6 tới 13 tháng 8 năm 2016 tại Phá Rodrigo de Freitas ở Copacabana. Mười bốn bộ huy chương sẽ được trao cho 550 vận động viên, 331 nam và 219 nữ.

## Thể thức thi đấu
Có tám nội dung dành cho nam và sáu dành cho nữ. Các nội dung bao gồm các vận động viên hạng cân nhẹ và hạng cân mở, và hai thể loại rowing: mái chèo đơn và mái chèo đôi.
Nội dung mái chèo đôi gồm đơn, đôi, đôi hạng nhẹ, và bốn cho nam và nữ. Nội dung mái chèo đơn gồm đôi và tám dành cho nam và nữ, và bốn và hạng nhẹ bốn dành cho nam.
Mặc dù số lượng 14 hạng Olympic không đổi so với kỳ 2012, số lượng thuyền cho nam bị giảm ở đơn mái chèo đôi, bốn mái chèo đôi và tám, qua đó đẩy số lượng thuyền dành cho nữ ở các nội dung đơn mái chèo đôi, đôi, đôi mái chèo đôi và hạng nhẹ đôi mái chèo đôi.

## Vòng loại
Mỗi quốc gia tham dự chỉ được có một thuyền cho mỗi nội dung tham dự. Vòng loại chính dựa trên kết quả của Giải vô địch rowing thế giới 2015 tổ chức tại Lac d'Aiguebelette, Pháp từ 30 tháng Tám tới 4 tháng 9 năm 2015. Các suất được trao cho các Ủy ban Olympic quốc gia, chứ không trao cho vận động viên cụ thể, kết thúc ở vị trí top 9 nội dung đơn mái chèo đôi (cả nam và nữ), top 5 nội dung tám, và top 11 nội dung đôi và hạng nhẹ đôi, và (chỉ cho nam) ở bốn mái chèo đơn và hạng nhẹ bốn. Ở nội dung bốn mái chèo đôi, tám quốc gia đứng đầu sẽ vượt qua vòng loại nam còn năm quốc gia đứng đầu dành cho vòng loại nữ. Các suất còn lại được trao cho các quốc gia (trường hợp này dành cho vận động viên cụ thể) tại bốn vòng loại khu vực châu Á và Đại Dương (trừ Australia và New Zealand), châu Phi, Mỹ Latinh, và châu u (bao gồm sự tham gia của Hoa Kỳ, Canada, Australia, và New Zealand), và tại vòng loại Olympic cuối cùng tại Lucerne, Thụy Sĩ.

## Lịch thi đấu
Sau ngày đầu tiên của cuộc thi, nhiều tay chèo lên tiếng thất vọng về các điều kiện khó khăn về nước. Các tay chèo của New Zealand Emma Twigg và Mahé Drysdale nói về cuộc đua thuyền trở thành " vấn đề sống còn hơn là kỹ năng", và Rowing New Zealand nộp đơn khiếu nại chính thức với ban tổ chức để hoãn ngày đầu tiên khi điều kiện trở nên "không thể chèo". Với tình trạng nhiều sóng hơn khi bắt đầu ngày thi đấu thứ hai, ngày thi đấu rowing hôm đó bị hoãn.
| H | Vòng loại | R | Vòng đấu vớt | ¼ | Tứ kết | ½ | Bán kết | F | Chung kết |

| Nội dung↓/Ngày→           | Bảy 6 | CN 7 | Hai 8 | Ba 9 | Tư 10 | Năm 11 | Sáu 12 | Bảy 13 |
| ------------------------- | ----- | ---- | ----- | ---- | ----- | ------ | ------ | ------ |
| Đơn mái chèo đôi          | H     | R    |       | ¼    |       | ½      |        | F      |
| Đôi                       | H     | R    |       | ½    |       | F      |        |        |
| Đôi mái chèo đôi          | H     | R    |       | ½    |       | F      |        |        |
| Đôi hạng nhẹ mái chèo đôi |       | H    | R     |      | ½     |        | F      |        |
| Bốn                       |       | H    | R     |      | ½     |        | F      |        |
| Bốn mái chèo đôi          | H     |      | R     |      | F     |        |        |        |
| Bốn hạng nhẹ              | H     | R    |       | ½    |       | F      |        |        |
| Tám                       |       |      | H     |      | R     |        |        | F      |

| Nội dung↓/Ngày→           | Bảy 6 | CN 7 | Hai 8 | Ba 9 | Tư 10 | Năm 11 | Sáu 12 | Bảy 13 |
| ------------------------- | ----- | ---- | ----- | ---- | ----- | ------ | ------ | ------ |
| Đơn mái chèo đôi          | H     | R    |       | ¼    |       | ½      |        | F      |
| Đôi                       |       | H    | R     |      | ½     |        | F      |        |
| Đôi mái chèo đôi          | H     | R    |       | ½    |       | F      |        |        |
| Đôi hạng nhẹ mái chèo đôi |       | H    | R     |      | ½     |        | F      |        |
| Bốn mái chèo đôi          | H     |      | R     |      | F     |        |        |        |
| Tám                       |       |      | H     |      | R     |        |        | F      |

## Tham dự

### Quốc gia tham dự (số tay chèo)
- Algérie (2)
- Angola (2)
- Argentina (2)
- Úc (29)
- Áo (3)
- Azerbaijan (2)
- Bahamas (1)
- Belarus (10)
- Bỉ (1)
- Bermuda (1)
- Brasil (4)
- Bulgaria (2)
- Canada (26)
- Chile (4)
- Trung Quốc (17)
- Croatia (3)
- Cuba (7)
- Cộng hòa Séc (8)
- Đan Mạch (12)
- Ecuador (1)
- Ai Cập (2)
- Estonia (4)
- Pháp (18)
- Đức (35)
- Anh Quốc (43)
- Hy Lạp (10)
- Hồng Kông (4)
- Hungary (3)
- Ấn Độ (1)
- Indonesia (2)
- Iran (1)
- Iraq (1)
- Ireland (5)
- Ý (27)
- Nhật Bản (4)
- Kazakhstan (2)
- Libya (1)
- Litva (10)
- México (2)
- Hà Lan (36)
- New Zealand (38)
- Nigeria (1)
- Na Uy (5)
- Paraguay (2)
- Perú (2)
- Ba Lan (26)
- România (18)
- Nga (4)
- Serbia (4)
- Singapore (1)
- Nam Phi (12)
- Hàn Quốc (2)
- Tây Ban Nha (4)
- Thụy Điển (1)
- Thụy Sĩ (11)
- Đài Bắc Trung Hoa (1)
- Thái Lan (2)
- Togo (1)
- Trinidad và Tobago (1)
- Tunisia (3)
- Thổ Nhĩ Kỳ (2)
- Ukraina (8)
- Hoa Kỳ (41)
- Uruguay (1)
- Uzbekistan (1)
- Vanuatu (1)
- Venezuela (1)
- Việt Nam (2)
- Zimbabwe (2)

## Huy chương

### Bảng xếp hạng huy chương
| 1    | Anh Quốc     | 3  | 2  | 0  | 5  |
| 2    | Đức          | 2  | 1  | 0  | 3  |
| 2    | New Zealand  | 2  | 1  | 0  | 3  |
| 4    | Úc           | 1  | 2  | 0  | 3  |
| 5    | Hà Lan       | 1  | 1  | 1  | 3  |
| 6    | Croatia      | 1  | 1  | 0  | 2  |
| 6    | Hoa Kỳ       | 1  | 1  | 0  | 2  |
| 8    | Pháp         | 1  | 0  | 1  | 2  |
| 8    | Ba Lan       | 1  | 0  | 1  | 2  |
| 10   | Thụy Sĩ      | 1  | 0  | 0  | 1  |
| 11   | Đan Mạch     | 0  | 1  | 1  | 2  |
| 11   | Litva        | 0  | 1  | 1  | 2  |
| 13   | Canada       | 0  | 1  | 0  | 1  |
| 13   | Ireland      | 0  | 1  | 0  | 1  |
| 13   | Nam Phi      | 0  | 1  | 0  | 1  |
| 16   | Trung Quốc   | 0  | 0  | 2  | 2  |
| 16   | Ý            | 0  | 0  | 2  | 2  |
| 16   | Na Uy        | 0  | 0  | 2  | 2  |
| 19   | Cộng hòa Séc | 0  | 0  | 1  | 1  |
| 19   | Estonia      | 0  | 0  | 1  | 1  |
| 19   | România      | 0  | 0  | 1  | 1  |
| Tổng | Tổng         | 14 | 14 | 14 | 42 |

### Nội dung nam
| Nội dung                  | Vàng | Bạc | Đồng |
| ------------------------- | --- | --- | --- |
| Đơn mái chèo đôi          | New Zealand (NZL) · Mahé Drysdale | Croatia (CRO) · Damir Martin | Cộng hòa Séc (CZE) · Ondrej Synek |
| Đôi mái chèo đôi          | Croatia (CRO) · Martin Sinković · Valent Sinković | Litva (LTU) · Mindaugas Griškonis · Saulius Ritter | Na Uy (NOR) · Kjetil Borch · Olaf Tufte |
| Bốn mái chèo đôi          | Đức (GER) · Philipp Wende · Lauritz Schoof · Karl Schulze · Hans Gruhne                                                                              | Úc (AUS) · Karsten Forsterling · Alexander Belonogoff · Cameron Girdlestone · James McRae                                                                               | Estonia (EST) · Andrei Jämsä · Allar Raja · Tõnu Endrekson · Kaspar Taimsoo                                                                                            |
| Đôi mái chèo đơn          | New Zealand (NZL) · Eric Murray · Hamish Bond | Nam Phi (RSA) · Lawrence Brittain · Shaun Keeling | Ý (ITA) · Marco Di Costanzo · Giovanni Abagnale |
| Bốn mái chèo đơn          | Anh Quốc (GBR) · Alex Gregory · Mohamed Sbihi · George Nash · Constantine Louloudis                                                                  | Úc (AUS) · William Lockwood · Josh Dunkley-Smith · Josh Booth · Alexander Hill                                                                                          | Ý (ITA) · Domenico Montrone · Matteo Castaldo · Matteo Lodo · Giuseppe Vicino                                                                                          |
| Tám mái chèo đơn          | Anh Quốc (GBR) · Paul Bennett · Scott Durant · Matt Gotrel · Langridge · Tom Ransley · Pete Reed · William Satch · Andrew Triggs-Hodge · Phelan Hill | Đức (GER) · Maximilian Munski · Malte Jakschik · Andreas Kuffner · Eric Johannesen · Maximilian Reinelt · Felix Drahotta · Richard Schmidt · Hannes Ocik · Martin Sauer | Hà Lan (NED) · Kaj Hendrik · Robert Lücken · Boaz Meylink · Boudewijn Roell · Olivier Siegelaar · Dirk Uittenboogaard · Mechiel Versluis · Tone Wieten · Peter Wiersum |
| Đôi hạng nhẹ mái chèo đôi | Pháp (FRA) · Pierre Houin · Jérémie Azou | Ireland (IRL) · Gary O'Donovan · Paul O'Donovan | Na Uy (NOR) · Kristoffer Brun · Are Strandli |
| Bốn hạng nhẹ mái chèo đơn | Thụy Sĩ (SUI) · Lucas Tramèr · Simon Schürch · Simon Niepmann · Mario Gyr                                                                            | Đan Mạch (DEN) · Jacob Barsøe · Jacob Larsen · Kasper Winther Jørgensen · Morten Jørgensen                                                                              | Pháp (FRA) · Franck Solforosi · Thomas Baroukh · Guillaume Raineau · Thibault Colard                                                                                   |

### Nội dung nữ
| Nội dung                  | Vàng | Bạc | Đồng |
| ------------------------- | --- | --- | --- |
| Đơn mái chèo đôi          | Úc (AUS) · Kim Brennan | Hoa Kỳ (USA) · Gevvie Stone | Trung Quốc (CHN) · Đoàn Kính Lệ |
| Đôi mái chèo đôi          | Ba Lan (POL) · Magdalena Fularczyk-Kozłowska · Natalia Madaj | Anh Quốc (GBR) · Victoria Thornley · Katherine Grainger | Litva (LTU) · Donata Vištartaitė · Milda Valčiukaitė |
| Bốn mái chèo đôi          | Đức (GER) · Annekatrin Thiele · Carina Bär · Julia Lier · Lisa Schmidla                                                                                           | Hà Lan (NED) · Chantal Achterberg · Nicole Beukers · Inge Janssen · Carline Bouw                                                                                  | Ba Lan (POL) · Maria Springwald · Joanna Leszczyńska · Agnieszka Kobus · Monika Ciaciuch                                                                              |
| Đôi mái chèo đơn          | Anh Quốc (GBR) · Helen Glover · Heather Stanning | New Zealand (NZL) · Genevieve Behrent · Rebecca Scown | Đan Mạch (DEN) · Hedvig Rasmussen · Anne Andersen |
| Tám mái chèo đơn          | Hoa Kỳ (USA) · Emily Regan · Kerry Simmonds · Amanda Polk · Lauren Schmetterling · Tessa Gobbo · Meghan Musnicki · Eleanor Logan · Amanda Elmore · Katelin Snyder | Anh Quốc (GBR) · Katie Greves · Melanie Wilson · Frances Houghton · Polly Swann · Jessica Eddie · Olivia Carnegie-Brown · Karen Bennett · Zoe Lee · Zoe De Toledo | România (ROU) · Roxana Cogianu · Ioana Strungaru · Milhaela Petrilă · Iuliana Popa · Mădălina Beres · Laura Oprea · Adelina Boguș · Andreea Boghian · Daniela Druncea |
| Đôi hạng nhẹ mái chèo đôi | Hà Lan (NED) · Ilse Paulis · Maaike Head | Canada (CAN) · Lindsay Jennerich · Patricia Obee | Trung Quốc (CHN) · Hoàng Văn Nghi · Phan Phi Hồng |